# پاپ زکریا
پاپ زَکَریا (به انگلیسی: Zachary) یکی از پاپ‌های کلیسای کاتولیک رم بود که در یونان به دنیا آمد و از ۷۴۱ تا ۷۵۲ میلادی پاپ بود.